# NASCAR Winston Cup 2002
De NASCAR Winston Cup 2002 was het 54e seizoen van het belangrijkste NASCAR kampioenschap dat in de Verenigde Staten gehouden wordt. Het seizoen startte op 17 februari met de Daytona 500, voorafgegaan door de exhibitiewedstrijd Budweiser Shootout en de Daytona kwalificatieraces Gatorade Duels en eindigde op 17 november met de Ford 400. Tony Stewart, die de IndyCar Series in 1997 won, won zijn eerste titel in de NASCAR. De trofee rookie of the year werd gewonnen door Ryan Newman.

## Races
Top drie resultaten, exhibitie- en kwalificatiewedstrijden staan niet vermeld.
| '  | Datum  | Race                             | Circuit                         | Winnaar            | Tweede             | Derde              |
| 1  | 17-feb | Daytona 500                      | Daytona International Speedway  | Ward Burton        | Elliott Sadler     | Geoff Bodine       |
| 2  | 24-feb | Subway 400                       | North Carolina Speedway         | Matt Kenseth       | Sterling Marlin    | Bobby Labonte      |
| 3  | 3-mrt  | UAW-DaimlerChrysler 400          | Las Vegas Motor Speedway        | Sterling Marlin    | Jeremy Mayfield    | Mark Martin        |
| 4  | 10-mrt | MBNA America 500                 | Atlanta Motor Speedway          | Tony Stewart       | Dale Earnhardt jr. | Jimmie Johnson     |
| 5  | 17-mrt | Carolina Dodge Dealers 400       | Darlington Raceway              | Sterling Marlin    | Elliott Sadler     | Kevin Harvick      |
| 6  | 24-mrt | Food City 500                    | Bristol Motor Speedway          | Kurt Busch         | Jimmy Spencer      | Ricky Rudd         |
| 7  | 8-apr  | Samsung/RadioShack 500           | Texas Motor Speedway            | Matt Kenseth       | Jeff Gordon        | Mark Martin        |
| 8  | 14-apr | Virginia 500                     | Martinsville Speedway           | Bobby Labonte      | Matt Kenseth       | Dale Jarrett       |
| 9  | 21-apr | Aaron's 499                      | Talladega Superspeedway         | Dale Earnhardt jr. | Michael Waltrip    | Kurt Busch         |
| 10 | 28-apr | NAPA Auto Parts 500              | California Speedway             | Jimmie Johnson     | Kurt Busch         | Ricky Rudd         |
| 11 | 5-mei  | Pontiac Excitement 400           | Richmond International Raceway  | Tony Stewart       | Ryan Newman        | Jeff Burton        |
| 12 | 26-mei | Coca-Cola 600                    | Charlotte Motor Speedway        | Mark Martin        | Matt Kenseth       | Ricky Craven       |
| 13 | 2-jun  | MBNA Platinum 400                | Dover International Speedway    | Jimmie Johnson     | Bill Elliott       | Jeff Burton        |
| 14 | 9-jun  | Pocono 500                       | Pocono Raceway                  | Dale Jarrett       | Mark Martin        | Jimmie Johnson     |
| 15 | 16-jun | Sirius Satellite Radio 400       | Michigan International Speedway | Matt Kenseth       | Dale Jarrett       | Ryan Newman        |
| 16 | 23-jun | Dodge/Save Mart 350              | Infineon Raceway                | Ricky Rudd         | Tony Stewart       | Terry Labonte      |
| 17 | 6-jul  | Pepsi 400                        | Daytona International Speedway  | Michael Waltrip    | Rusty Wallace      | Sterling Marlin    |
| 18 | 14-jul | Tropicana 400                    | Chicagoland Speedway            | Kevin Harvick      | Jeff Gordon        | Tony Stewart       |
| 19 | 21-jul | New England 300                  | New Hampshire Motor Speedway    | Ward Burton        | Jeff Green         | Dale Jarrett       |
| 20 | 28-jul | Pennsylvania 500                 | Pocono Raceway                  | Bill Elliott       | Kurt Busch         | Sterling Marlin    |
| 21 | 4-aug  | Brickyard 400                    | Indianapolis Motor Speedway     | Bill Elliott       | Rusty Wallace      | Matt Kenseth       |
| 22 | 11-aug | Sirius at the Glen               | Watkins Glen International      | Tony Stewart       | Ryan Newman        | Robby Gordon       |
| 23 | 18-aug | Pepsi 400                        | Michigan International Speedway | Dale Jarrett       | Tony Stewart       | Kevin Harvick      |
| 24 | 24-aug | Sharpie 500                      | Bristol Motor Speedway          | Jeff Gordon        | Rusty Wallace      | Dale Earnhardt jr. |
| 25 | 1-sep  | Mountain Dew Southern 500        | Darlington Raceway              | Jeff Gordon        | Ryan Newman        | Bill Elliott       |
| 26 | 7-sep  | Chevrolet Monte Carlo 400        | Richmond International Raceway  | Matt Kenseth       | Ryan Newman        | Jeff Green         |
| 27 | 15-sep | New Hampshire 300                | New Hampshire Motor Speedway    | Ryan Newman        | Kurt Busch         | Tony Stewart       |
| 28 | 22-sep | MBNA All-American Heroes 400     | Dover International Speedway    | Jimmie Johnson     | Mark Martin        | Dale Jarrett       |
| 29 | 29-okt | Protection One 400               | Kansas Speedway                 | Jeff Gordon        | Ryan Newman        | Rusty Wallace      |
| 30 | 6-nov  | EA Sports 500                    | Talladega Superspeedway         | Dale Earnhardt jr. | Tony Stewart       | Ricky Rudd         |
| 31 | 13-okt | UAW-GM Quality 500               | Charlotte Motor Speedway        | Jamie McMurray     | Bobby Labonte      | Tony Stewart       |
| 32 | 20-okt | Old Dominion 500                 | Martinsville Speedway           | Kurt Busch         | Johnny Benson      | Ricky Rudd         |
| 33 | 27-okt | NAPA 500                         | Atlanta Motor Speedway          | Kurt Busch         | Joe Nemechek       | Dale Jarrett       |
| 34 | 3-nov  | Pop Secret Microwave Popcorn 400 | North Carolina Speedway         | Johnny Benson      | Mark Martin        | Kurt Busch         |
| 35 | 10-nov | Checker Auto Parts 500           | Phoenix International Raceway   | Matt Kenseth       | Rusty Wallace      | Jeff Gordon        |
| 36 | 17-nov | Ford 400                         | Homestead-Miami Speedway        | Kurt Busch         | Joe Nemechek       | Jeff Burton        |

## Eindstand - Top 10
| 1  | Tony Stewart   | 4800 |
| 2  | Mark Martin    | 4762 |
| 3  | Kurt Busch     | 4641 |
| 4  | Jeff Gordon    | 4607 |
| 5  | Jimmie Johnson | 4600 |
| 6  | Ryan Newman    | 4593 |
| 7  | Rusty Wallace  | 4574 |
| 8  | Matt Kenseth   | 4432 |
| 9  | Dale Jarrett   | 4415 |
| 10 | Ricky Rudd     | 4323 |